# Smyrnium acuminatum
Smyrnium acuminatum är en flockblommig växtart som beskrevs av James Edward Smith. Smyrnium acuminatum ingår i släktet vinglokor, och familjen flockblommiga växter. Inga underarter finns listade i Catalogue of Life.